# Церква Велкуа
Церква Велкуа (фін. Velkuan kirkko), також церква Пигян Генріка (фін. Pyhän Henrikin kirkko) — дерев'яна довга церква, побудована 1793 року, розташована на острові Палва, у колишній громаді Велкуа, зараз місто Наанталі. Церква присвячена святому Генріку і є єдиною в Велкуа. Церква використовується громадою Наанталі та є власністю парафіяльної асоціації Наанталі. Парафія Велкуа об'єднана з парафією Наанталі у 2005 році, за чотири роки до муніципального злиття.

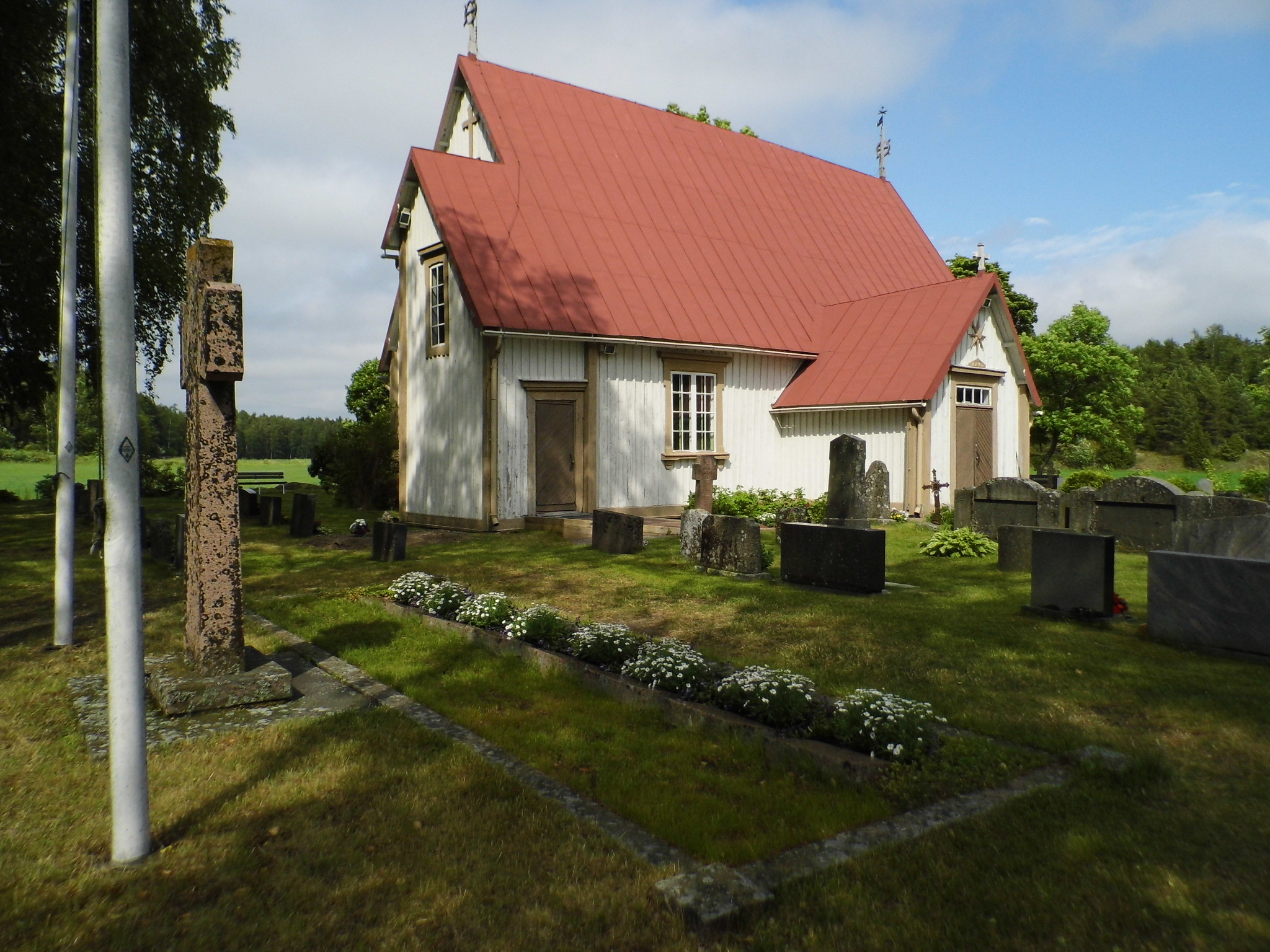
Могили героїв у церкві Велкуа влітку 2016 року.

Єдиною не оригінальною частиною церкви є західний притвор церкви, збудований у 1882 році. Дзвіниця на церковному подвір'ї також збудована у 1793 році. Церква оточена старим цвинтарем, а біля нього знаходиться головний будинок настоятеля з другої половини ХІХ століття. Вівтарний образ церкви, що зображує Вознесіння, подарований єпископом Якобом Гадоліном у 1796 році.

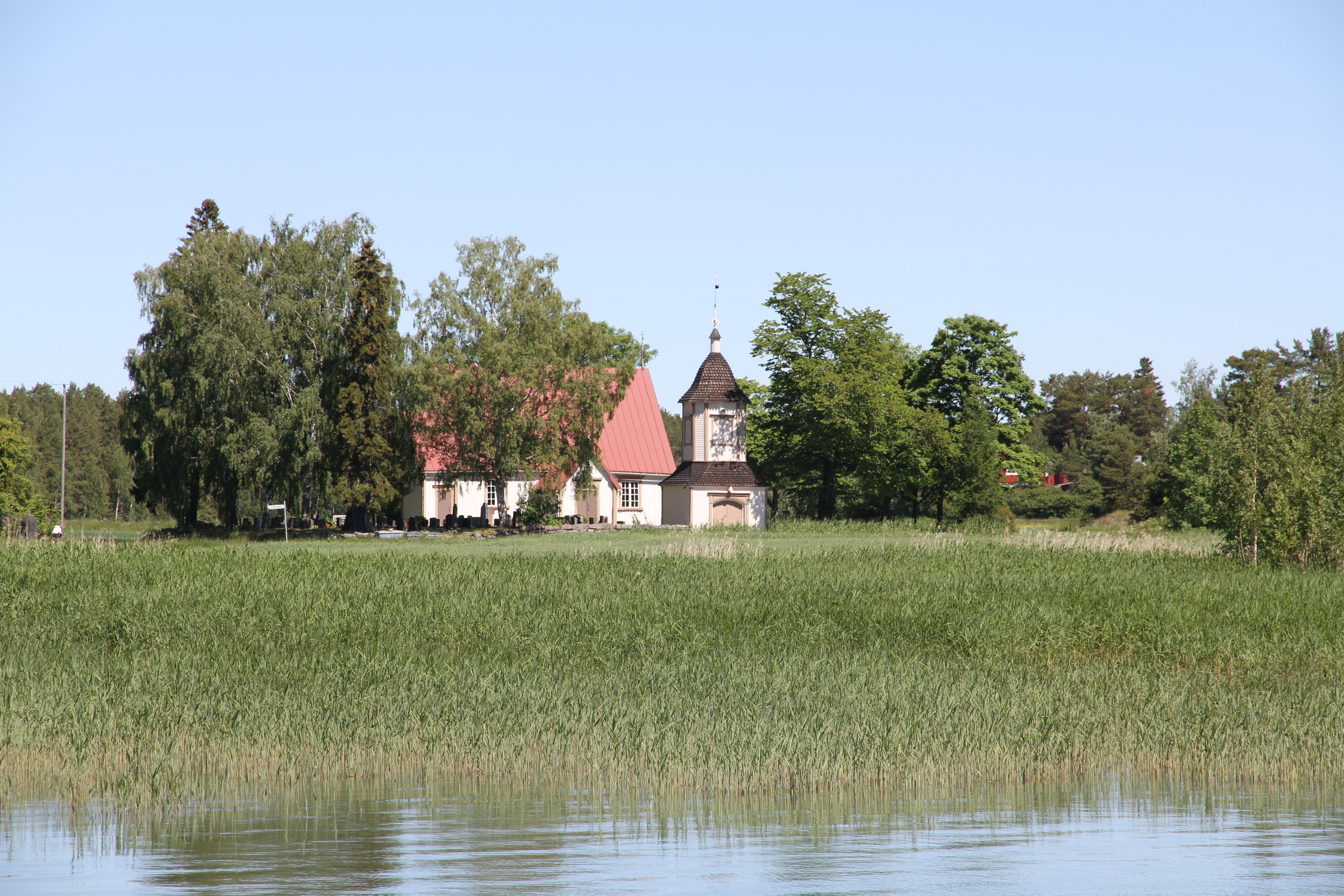
Церква Велкуа з пристані Палва в червні 2012 року

Російські солдати пограбували церковне майно під час морської битви під Палвою 1808 року. Вцілів лише прихований вівтар. У 1813 році церква отримала нові дзвони, оскільки попередні сховані або вкрадені росіянами. Пізніше один із дзвонів зламався і був замінений на новий у 1880 році.
На початку ХХ століття костел капітально відремонтовано. У зв'язку з ремонтом споруджено органне приміщення та обшито стіни з колод. Проте музейне агентство вимагало зняти органне горище, і воно було демонтоване в 1964 році. У 1982 році у церкву проведено електрику на заміну дров'яній печі.
Музичний фестиваль Велкуа Сой організований у восьмий раз у 2009 році. Музичний фестиваль проводиться на початку липня в церкві Велкуа. Він зосереджений на камерній музиці, виконаній на віолончелях. У 2009 році на заході, серед інших, виступав Ерккі Раутіо.
Церковна територія Велкуа, яка окрім церкви, також включає церковне селище Велкуа, визначена як національно значуще культурне середовище в інвентарі, опублікованому Фінським музейним агентством у 2009 році.
Церковне подвір'я Велкуа є місцем спочинку двох воїнів Радянсько-фінської війни та восьми воїнів Другої світової війни. Скульптури створені скульптором Ілмарі Вірккала в 1941 і 1946 роках.